# Hoplopleura handleyi
Hoplopleura handleyi är en insektsart som beskrevs av Johnson 1972. Hoplopleura handleyi ingår i släktet Hoplopleura och familjen gnagarlöss. Inga underarter finns listade i Catalogue of Life.